# Menaion
Il Menaion (greco antico e moderno: Μηναῖον; lingua slava ecclesiastica: Минеѧ, Minéya, "del mese") è il libro liturgico della Chiesa ortodossa che contiene i Propri per date note del calendario,  ad esempio quelle che non dipendono dal giorno della Pasqua.
Il Proprio, contrapposto all'ordinario, è l'insieme delle "parti mobili" (canti e preghiere) della Messa o della liturgia delle ore, che cambiano in base alla data.
Nel Rito bizantino, il Menaion è il libro liturgico più voluminoso fra quelli dei Propri, ed è utilizzato nella quasi totalità delle Ore canoniche.

## Edizioni

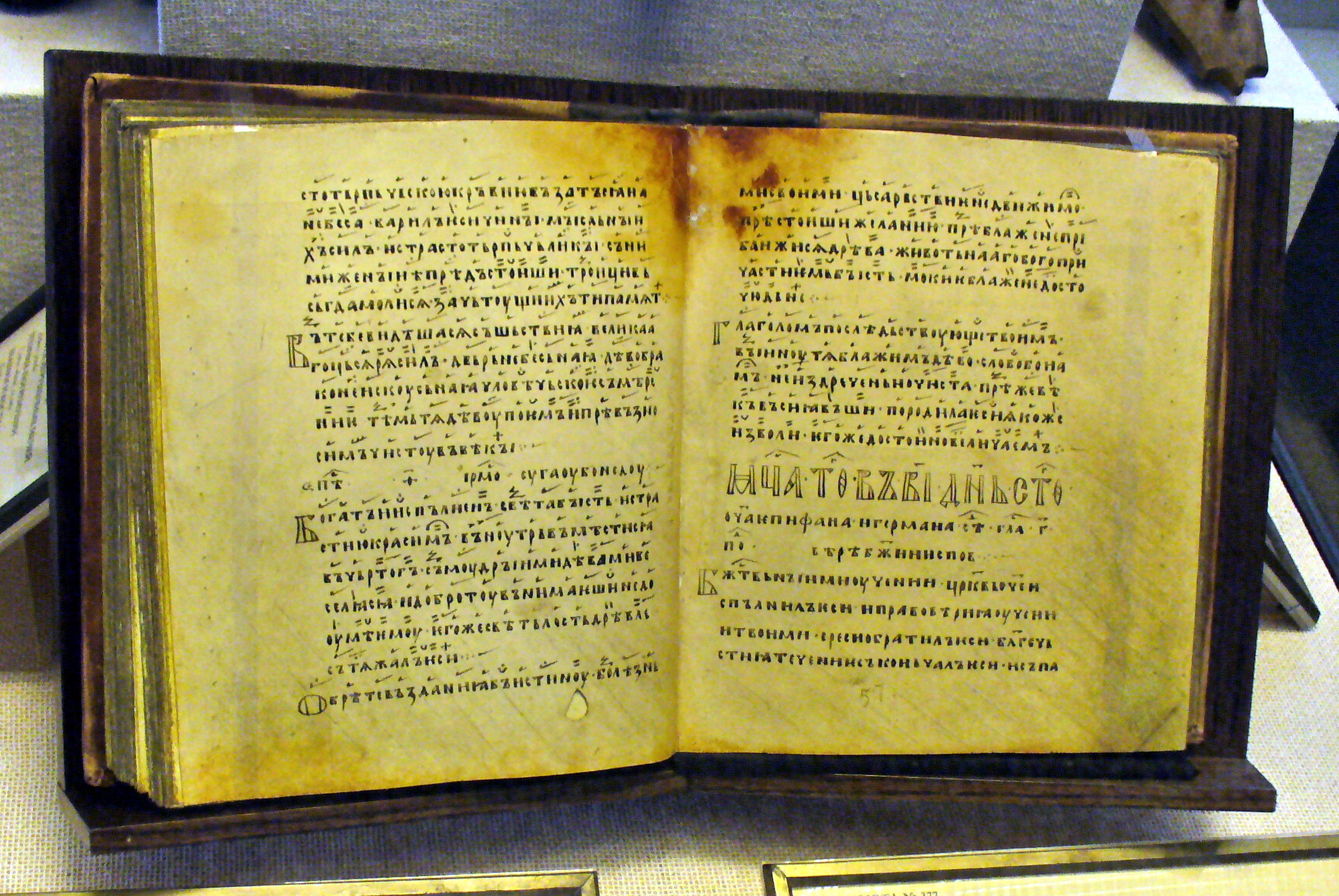
Un Menaion scritto in lingua slava ecclesiastica, XII secolo, Novgorod

Il Menaion completo è formato da dodici volumi, uno per ogni mese dell'anno. Il primo volume è per il mese di Settembre, perché l'anno liturgico del rito bizantino parte dal nono mese.
Il Menaion Festivo è una sintesi per le sole Feste principali della Chiesa Ortodossa che ricadono in date fisse del calendario (escluse quindi la Pasqua e festività collegate). Alcune versioni presentano i Propri anche per le feste di alcuni santi.
Il Menaion Generale contiene i Propri per celebrazioni di qualsiasi genere (apostoli, martiri, ecc.), lasciando uno spazio bianco per il nome del santo (o dei santi) commemorati. 
Poiché prima dell'invenzione della stampa, non tutte le Chiese potevano permettersi l'enorme volume di un Menaion completo, copiata a mano, è utilizzato per i santi la cui commemorazione può avere luogo durante una liturgia più breve, come la festa patronale di un santo ritenuto di minore importanza. Lo impiegano anche le missioni cristiane le parrocchie che non possono acquistare un Menaion completo.
Ulteriori volumi del Menaion esistono per i santi che sono soggetti di devozione locale (popolare, o secondo le limitazioni di un decreto episcopale). Ad esempio il volume per tutti i santi del Monastero delle Grotte di Kiev, per i santi canonizzati o per le icone onorate da feste di alcune diocesi circoscritte.

## Calendario
A decorrere dal 1921 sono in uso due calendari presso la Chiesa ortodossa: il Calendario giuliano e il Calendario giuliano riformato. In questo secolo, fra i due calendari esistono trenta giorni di differenza: ad esempio, il Natale è fissato per il 25 Dicembre, che corrisponde al 7 Gennaio del calendario giuliano.
Tuttavia, la data della Pasqua di resurrezione è universalmente calcolata in base al Calendario giuliano, con differenti esiti per il ciclo di festività a data fissa e il ciclo di festività pasquali (la cui data cade in base al giorno della Pasqua): nel Calendario giuliano l'Annunciazione può cadere al più tardi il Venerdì della Settimana Pasquale (Διακαινήσιμος Ἑβδομάς, che inizia e segue il giorno della resurrezione, da non confondere quindi con la Settimana Santa,  che precede la Domenica di Pasqua), mentre dove si adotta il Calendario giuliano riformato l'Annunciazione cade al più tardi il giovedì prima della Domenica delle Palme.

## Icone

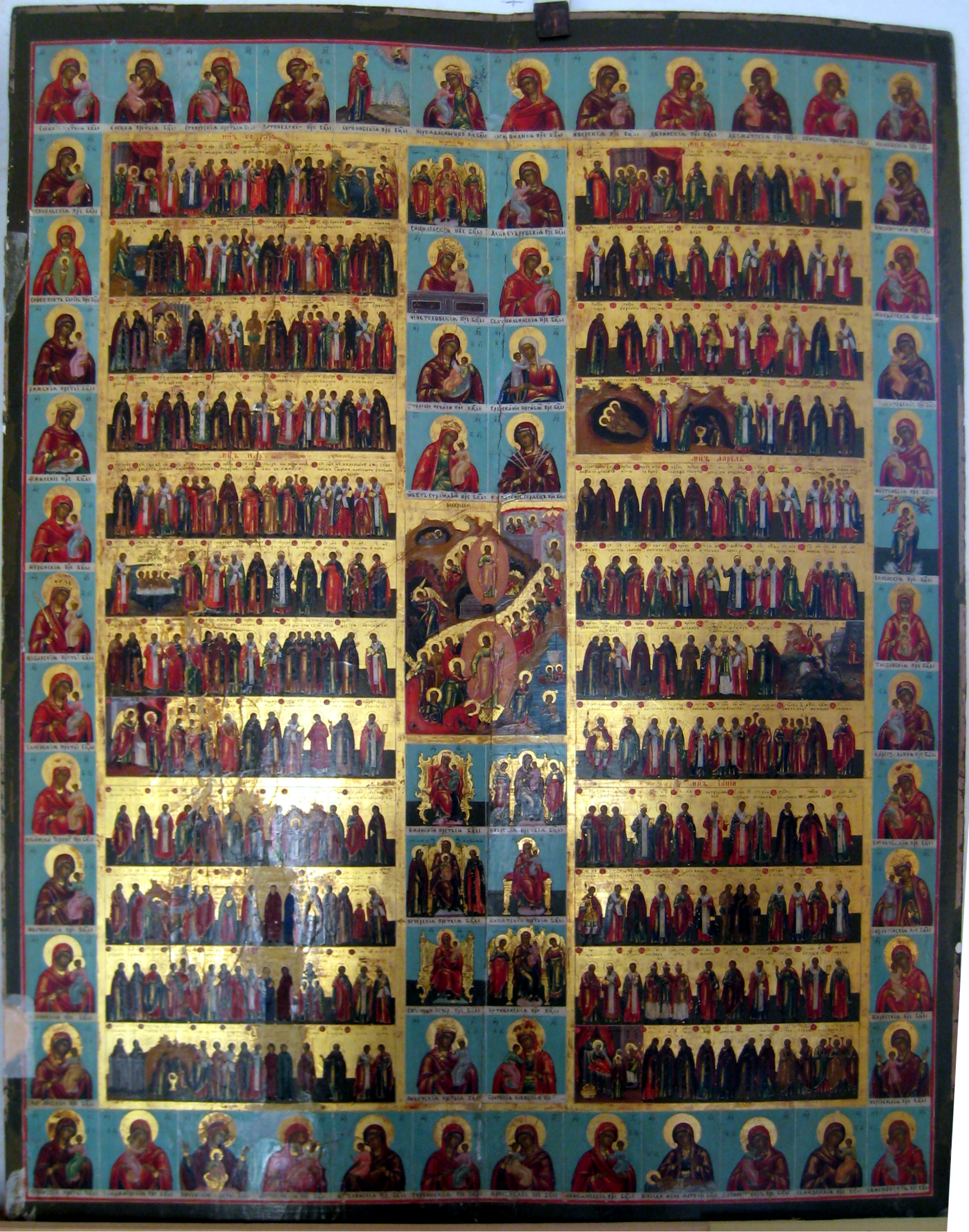
Icona russa con Menaiin (in russo: минея)

La parola Menaion è riferito anche alle icone di tutti i santi, la cui venerazione è ricompresa in un mese particolare. 
Una Chiesa potrebbe avere 12 Menaion, uno per mese, oppure un'icona più grande raffigurante i santi di tutto l'anno.